# FV106 Samson
Il FV106 Samson è un veicolo corazzato da recupero cingolato britannico, sviluppato come variante della famiglia CVR(T).

## Tecnica

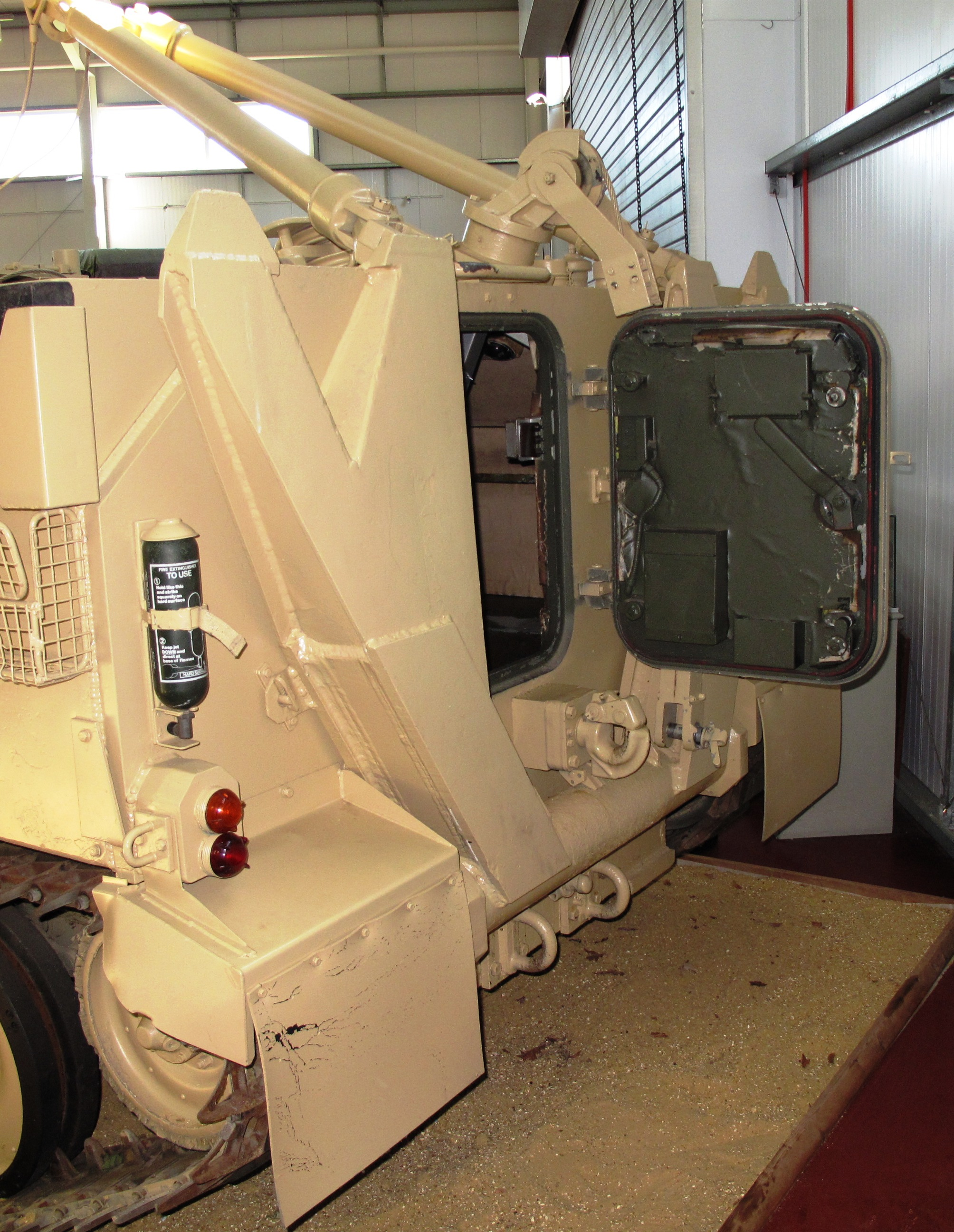
Vista posteriore del Samson, con portellone, vomero e gru a portale.

Il Samson venne sviluppato nei primi anni settanta sulla base dello scafo della famiglia CVR(T) ed entrò in produzione nel 1978. Lo scafo è in lega di alluminio saldata. Generalmente ha un equipaggio di tre uomini: conduttore, capocarro e l'operatore di un verricello da 3,5 t, con 228 m di cavo. Il verricello è utilizzabile anche in configurazione di sollevamento grazie a una gru a portale ripiegata sullo scafo e, grazie a pulegge di rinvio, può recuperare veicoli pesanti fino a 12 t. Posteriormente il veicolo è dotato di un vomero che può essere abbassato manualmente per ancorare il mezzo nelle operazioni di recupero. Il vomero ha un'apertura centrale per consentire l'accesso al portellone del vano posteriore. Inizialmente il mezzo, come tutti i veicoli della famiglia CVR(T), era dotato di motore automobilistico a benzina Jaguar da 4,2 l, con potenza ridotta da 265 a 195 hp per prolungarne la vita utile. In seguito questo venne sostituito da un motore Diesel Cummins, più economico nei consumi.
Il mezzo può essere dotato di uno schermo anteriore per il galleggiamento e può muoversi in acqua, propulso dai cingoli a 6,5 km/h o a 9,6 km/h con kit di propulsione. Il mezzo è dotato di sistema di protezione NBC.

## Utilizzatori
- Belgio
- Brunei
- Filippine - 6 veicoli in servizio.
- Lettonia[2]
- Oman - 3 veicoli in servizio.

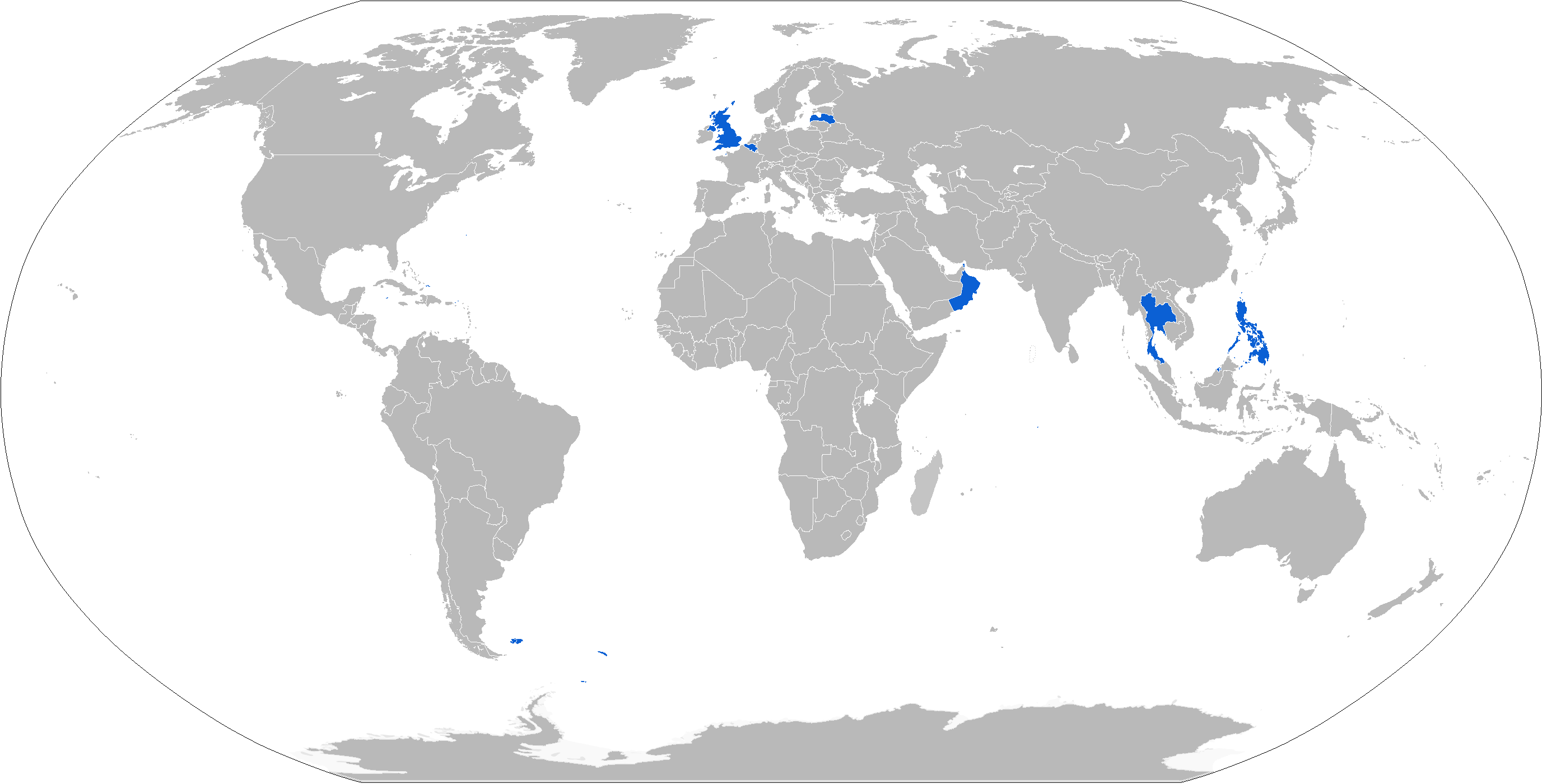
Mappa con gli Stati utilizzatori di FV106 in blu.

- Regno Unito - in servizio con British Army e Royal Air Force
- Thailandia
- Togo - 1 veicolo in servizio.